# Quadrangle Victoria
El quadrangle Victoria és un dels 15 quadrangles definits del reticulat cartogràfic adoptat de la Unió Astronòmica Internacional per Mercuri. Comprén el tros de la superfície de Mercuri entre 70° - 20° de latitud N i entre els 0 - 90° longitud O i és identificat amb el codi H-2.
Victoria Rupes és l'estructura geològica present al seu interior triada com epònim pel mateix quadrangle. Aquesta denominació ha estat adoptada el 1976 després que la missió Mariner 10 disposara de les primeres imatges de la superfície de Mercuri. Abans s'anomenava quadrangle Aurora, nom d'una característica d'albedo que havia estat històricament identificada en aquest tros de la superfície.
Durant els tres sobrevols planetaris de Mercuri es va obtenir un cartografia parcial de la seva superfície. Després de la missió MESSENGER es va poder completar el mapa i millorar el detall de la part ja coneguda.
Les principals formacions de la regió comprenen les rupes Victoria i Endeavour, en la seva part oriental, i els cràters Derzhavin (a l'est), Sholem Aleichem, Stravinsky i Vyāsap.

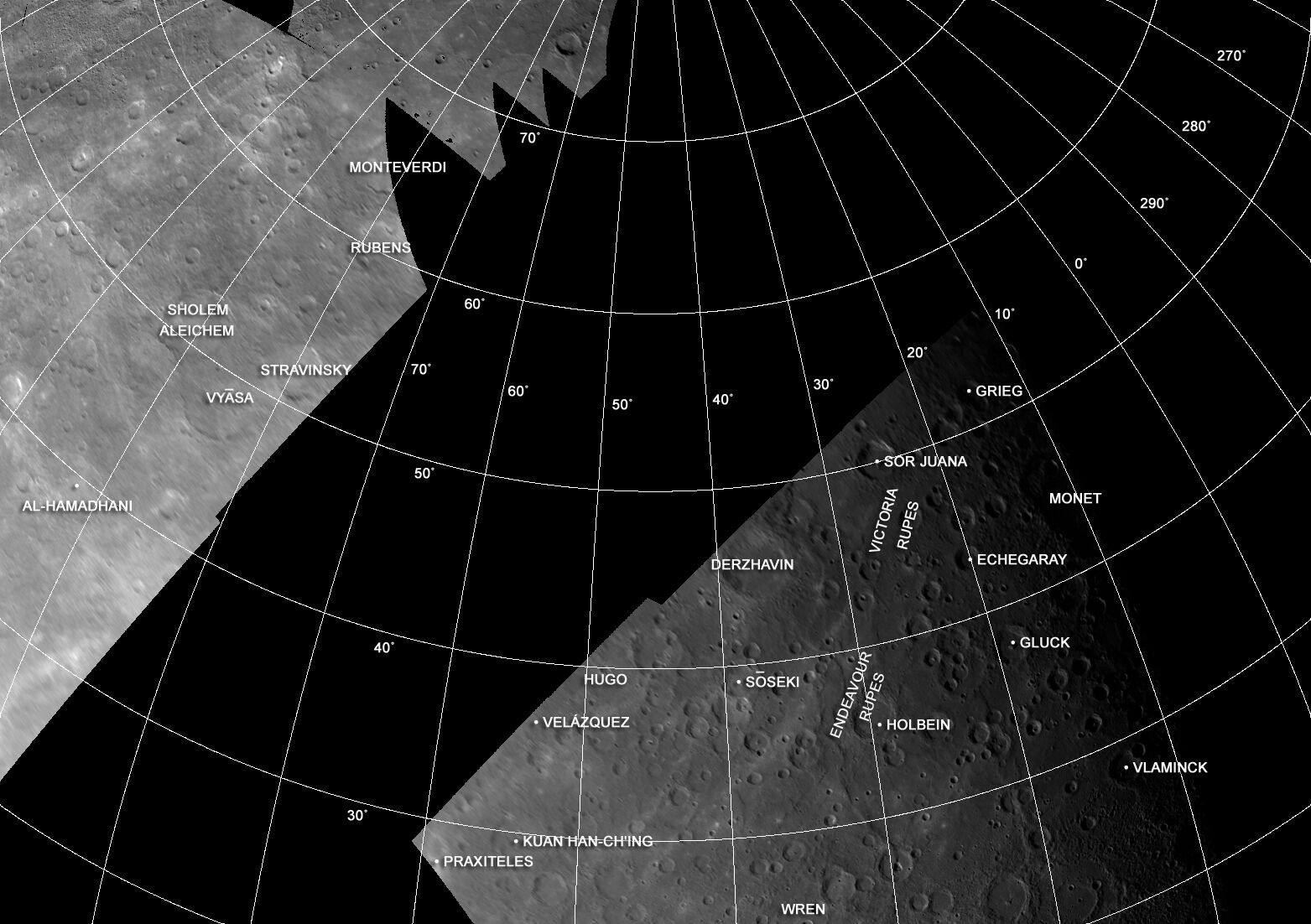
El quadrangle Victoria en un collage d'imatges preses per la Mariner 10.